# Терехов, Егор Акимович
Егор Акимович (Иоакимович) Терехов (1822—?) — русский купец, член, по разным источникам, 2-й или 3-й гильдии. Городской голова города Омска в период с 1870 по 1873 годы.

## Биография
Родился в 1822 году. В должность городского головы вступил в 1870 году, сменив В. П. Кузнецова. Пробыл на своём посту до 1873.  Дата смерти неизвестна.
Был владельцем завода по топке сала, производившего в среднем 1550 пудов за год и начавшего работать в 1860 году, магазина по продаже писчей бумаги, доходных домов. Занимался пожертвованиями для различных обществ. В 1893 году входил в Акмолинское окружное правление Общества спасения на водах.
За время нахождения Е. А. Терехова в должности омского головы построены мост из дерева через реку Омь, семинария для учителей, две телеграфных линии, соединявшие Омск с Семипалатинском и Тарой. Впервые издана газета «Акмолинские областные ведомости», пароход под названием «Хрущов» в первый раз прошёл по реке Иртыш и добрался до озера Зайсан. Появилась новая система выборов головы, началось формирование самоуправления города.